# Distrito electoral de Sunfield (Illinois)
Sunfield (en inglés: Sunfield Precinct) es un distrito electoral ubicado en el condado de Perry en el estado estadounidense de Illinois. En el Censo de 2010 tenía una población de 1112 habitantes, y una densidad poblacional de 13,45 personas por kilómetro cuadrado.

## Geografía
Sunfield se encuentra ubicado en las coordenadas 38°3′46″N 89°13′8″O / 38.06278, -89.21889. Según la Oficina del Censo de los Estados Unidos, Sunfield tiene una superficie total de 82.66 km², de la cual 80.62 km² corresponden a tierra firme y (2.47 %) 2.04 km² es agua.

## Demografía
Según el censo de 2010, había 1112 personas residiendo en Sunfield. La densidad de población era de 13,45 hab./km². De los 1112 habitantes, Sunfield estaba compuesto por el 96.94 % de blancos, el 0.63 % eran afroamericanos, el 0.27 % eran amerindios, el 0.18 % eran asiáticos, el 0 % eran isleños del Pacífico, el 0.27 % eran de otras razas y el 1.71 % pertenecían a dos o más razas. Del total de la población, el 0.81 % eran hispanos o latinos de cualquier raza.